# براجا موهان
براجا موهان (به لاتین: Braja Mohan) یک روستا در بنگلادش است که در استان باریسال و در ناحیه باریسال واقع شده است.